# Eisso Metelerkamp
Eisso Metelerkamp, né le 18 octobre 1758 à Eenrum et mort le 26 mars 1813 à Weener, est un homme politique néerlandais.

## Biographie
Diplômé de la faculté de droit de Groningue en 1779, Metelkamp s'installe comme avocat à Hoogezand. Partisan de la Révolution batave, il entre dans l'exercitiegenootschap de la ville en 1785. 
Le 27 mars 1796, il entre à l'assemblée nationale de la République batave en remplacement de Scato Trip, nommé à la commission constitutionnelle. Déçu par la politique, il s'installe en 1804 chez son beau-frère à Weener, en Frise orientale.